# Браднелл-Брюс, Джордж, 4-й маркиз Эйлсбери
Джордж Уильям Томас Браднелл-Брюс, 4-й маркиз Эйлсбери (англ. George William Thomas Brudenell-Bruce, 4th Marquess of Ailesbury; 8 июня 1863 — 10 апреля 1894) — британский пэр, который носил титул учтивости — виконт Савернейк с 1878 по 1886 год. Согласно семейным записям, он носил имя Уильям, а неофициально был известен как Вилли.

## Биография
Родился 8 июня 1863 года. Единственный сын лорда Джорджа Джона Браднелла-Брюса (1839—1868) и леди Эвелин Мэри Крейвен (1839—1924), дочери Уильяма Крейвена, 2-го графа Крейвена. Внук и преемник Эрнеста Огастеса Чарльза Браднелла-Брюса, 3-го маркиза Эйлсбери (1811—1886).
18 октября 1886 года после смерти своего деда Джордж Браднелл-Брюс унаследовал титулы 4-го маркиза Эйлсбери, 5-го графа Эйлсбери, 10-го графа Кардигана, 4-го виконта Савернейка из Савернейк-Фореста (графство Уилтшир), 10-го баронета Браднелла из Дина (Нортгемптоншир), 10-го барона Браднелла из Стонтона (Лестершир), 4-го графа Брюса из Уорлтона (Йоркшир) и 6-го барона Брюса из Тоттенхэма (Уилтшир).
В юности он учился в Итонском колледже, но попал в беду и бросил школу «врасплох». В процессе выплаты долга некоторым кредиторам 3-й маркиз Эйлсбери был вынужден продать семейную собственность в Йоркшире, чтобы собрать более 175 000 фунтов стерлингов долга, который накопил Вилли. Унаследовав семейное поместье от деда, склонность Вилли к азартным играм только увеличилась, и вскоре он обнаружил, что все его имущество приближается к банкротству, накопив ещё один огромный долг, превышающий 230 000 фунтов стерлингов. Во время судебного разбирательства в 1891 году было сделано много предложений о покупке больших поместий Савернейк, в том числе одно от Эдварда Гиннесса, 1-го графа Айви, тогдашнего председателя правления и бывшего генерального директора компании Guinness . Однако попечительский совет Савернейка, возглавляемый дядей Эйлсбери, лордом Генри Браднеллом-Брюсом, упорно боролся, чтобы помешать маркизу Эйлсбери продать . После многих лет судебных тяжб и апелляций Эдвард Гиннесс, к тому времени известный как лорд Айви, потерял терпение и отозвал свое предложение после того, как 1 мая 1893 года не был соблюден крайний срок . Вскоре после этого маркиз Эйлсбери безвременно скончался, вызванный внезапной болезнью и в основном из-за его чрезмерного образа жизни. Ему наследовал его дядя, перед которым стояла очень трудная задача снова сделать поместье платежеспособным.
Карикатура на Уильяма, выпущенная в апреле 1888 года Vanity Fair, была первоначально опубликована с подписью, которая частично цитируется: «Лорд Эйлсбери в основе своей превосходно хорошее существо … Но он редко может помнить о том, чтобы не забывать себя».

## Семья
6 мая 1884 года на Ганновер-стрит в Лондоне Джордж Браднелл-Брюс женился на актрисе Дороти «Джулия Хейсли (ок. 1861 — 3 сентября 1917), дочери Томаса Хейсли, более известной [современным] театралам как Долли Тестер». Но в браке не было детей.
10 апреля 1894 года 30-летний Джордж Браднелл-Брюс скончался в Брикстоне, графство Суррей. Он был похоронен в Савернейке, графство Уилтшир. Его титулы унаследовал его дядя, Генри Браднелл-Брюс, 5-й маркиз Эйлсбери (1842—1911).